# Roy Keane
Roy Keane (født 10. august 1971) er en tidligere irsk fodboldspiller.

## Karriere

### Fodboldspiller
I perioden fra 1991 til 2005 spillede Keane 67 landskampe og scorede 9 mål.[kilde mangler]
På klubplan var han bl.a. knyttet til Nottingham Forest fra 1990 til 1993, Manchester United fra 1993 til 2005 og kortvarigt Celtic FC i 2006, hvor han sluttede sin fodboldkarriere.[kilde mangler]
I 2001 var der en situation mellem Keane og Alf-Inge Håland under en kamp mellem Manchester United og Manchester City. Episoden involverede en tackling fra Keane, som efterfølgende har været genstand for stor opmærksomhed og debat.

### Træner
Keane har også forsøgt sig som træner, men han har ikke haft den samme succés, som da han selv spillede. Han blev fyret som træner af Ipswich Town i april 2011.[kilde mangler]